# Nagwa Meguid
Nagwa Abdel Meguid (arabisch نجوى عبد المجيد, DMG Naǧwā ʿAbd al-Maǧīd) ist eine ägyptische Genetikerin, Professorin für Humangenetik am National Research Centre (NRC) in Kairo und international anerkannte Expertin für Autismus und genetische Syndrome. Sie ist insbesondere für ihre Beiträge zur genetischen Erforschung von Autismus bekannt.

## Leben
Nagwa Abdel Meguid promovierte in Humangenetik und arbeitete unter anderem am Genetics Institute in Pasadena, Kalifornien, sowie als Fellow an der Universität Uppsala in Schweden. Als Frau sah sie sich zu Beginn ihrer Karriere in Ägypten zahlreichen Benachteiligungen ausgesetzt; so durfte sie zunächst aufgrund ihres Geschlechts nicht als hauptverantwortliche Forscherin auftreten. Im Laufe ihrer Karriere erhielt sie mehrere internationale Auszeichnungen, darunter 2002 als erste arabische Preisträgerin den L’Oréal-UNESCO-Preis für Frauen in der Wissenschaft.
Meguid gründete und leitet am NRC eine spezialisierte Klinik für Kinder mit besonderen Bedürfnissen, darunter auch Autismus und genetische Erkrankungen. Sie setzt sich zudem für die Sensibilisierung der Öffentlichkeit und der medizinischen Fachwelt bezüglich genetischer Erkrankungen und der Bedeutung genetischer Beratung ein, insbesondere angesichts der hohen Rate von Ehen zwischen nahen Verwandten in Ägypten.

## Wirken
Nagwa Abdel Meguids wissenschaftliche Tätigkeit befasst sich mit der Erforschung genetischer Ursachen und innovativer Behandlungsmöglichkeiten von Autismus und verwandten neurogenetischen Erkrankungen. Ihre Forschungsergebnisse haben maßgeblich zum besseren Verständnis genetischer Erkrankungen in Ägypten und der Entwicklung wirksamer Vorbeugungs- und Therapiemaßnahmen beigetragen.
Sie entwickelte eine umfangreiche genetische Datenbank zum Autismus, in der neue Gene identifiziert wurden, die mit dieser Erkrankung verbunden sind. Nennenswert ist ihre Entdeckung einer Mutation im Gen BCKD-Kinase, die eine Form von Autismus verursacht, welche durch Diättherapien behandelbar ist; diese Ergebnisse gelten als wegweisend und wurden in der Zeitschrift Science veröffentlicht.
Zudem forscht sie zur Rolle von Umweltfaktoren wie Vitamin-D-Mangel, Omega-3-Fettsäuren, Schwermetallbelastungen und Darmflora bei der Entwicklung von Autismus. Sie wies etwa auf die aggressionsmindernde Wirkung einer Vitamin-D-Therapie bei autistischen Kindern hin und arbeitet an einer innovativen Behandlung auf Basis von Vitamin-D-Nanotechnologie.
Meguid untersuchte überdies soziale Aspekte genetischer Erkrankungen, wie etwa die Benachteiligung und Stigmatisierung ägyptischer Frauen, die Kinder mit geistiger Behinderung haben, und entwickelte ein Kommunikationssystem zur Verbesserung deren sozialer Lage.
Sie veröffentlichte bislang mehr als 130 wissenschaftliche Arbeiten in angesehenen Fachzeitschriften, leitete zahlreiche Forschungsprojekte und engagierte sich zudem in der Doktorandenbetreuung.